# C.U.B.A. Cabbal
C.U.B.A. Cabbal, pseudonimo di Andrea Martelli (Pescara, 16 maggio 1972), è un rapper italiano.

## Biografia
C.U.B.A. Cabbal si affaccia sulla scena hip hop a partire dal 1994 quando ottiene un contratto con la WEA e partecipa al progetto Sistema Informativo Massificato, gruppo crossover tra rock e rap, che non risparmia dai violenti attacchi al mondo dei mass media ed alla politica, come è facile intuire dal combattivo nome della band. Nello stesso anno insieme al cugino Lou X sancisce la lunga collaborazione con Leleprox dei milanesi Piombo a Tempo (ex Lion Horse Posse) e dove nasce la storica canzone La lista contenuta nell'album Cattivi maestri dei Piombo a Tempo uscito per la Flying Records, che cattura l'atmosfera del rap militante e di strada che cresceva in Italia sui fuochi dei fermenti sociali di quegli anni.
Successivamente si sviluppa un altro progetto che vede coinvolti Cabbal, Lou X, Disastro ed Eko e che prende il nome di Costa nostra. Il gruppo svolgeva un'intensa attività dal vivo tra cui vanno ricordati diversi episodi, tra cui la presenza al concerto del 1º maggio a Roma ed il supporto a band di spicco come Cypress Hill e M.O.P.. Nel 1998 Cabbal partecipa a otto tracce dell'album di Lou X La realtà, la lealtà e lo scontro dopo che già nel 1995 aveva partecipato all'album A volte ritorno del medesimo artista
Dopo due lavori assieme a DJ Disastro intitolati Affari di droga/Cuore di rabbia e Fuori dal mazzo, nel 2000 appare nel disco di Xzaa Tx & Ohm JD partecipando nella traccia Dona me la forza, e nel 2001 Cabbal pubblica l'album Alla corte de lo governatore con Virgin Records/Extralabel, che trova soprattutto un'ottima accoglienza da parte della critica, tanto che la rivista Tribe lo segnala tra i dischi dell'anno.
Cabbal inizia un tour che si contraddistingue per la fusione tra MC's, percussioni, basso e DJ Set. Con musicisti ex membri di Baba Sissoko e Taman Kan partecipa all'iniziativa Salaam Baghdad, un gruppo di 35 persone composto da artisti, poeti, registi, giornalisti, tecnici, operatori, autori di due concerti per la pace contro guerra e terrorismi a Baghdad e presso lo stadio di Bakuba, a cui hanno partecipato anche Antonio Onorato, Goran Kuzminac, Max Gazzè, Luca Faggella e Desiree Infascelli, Enrico Capuano, Il Parto delle Nuvole Pesanti.
Nel 2003 viene commercializzato il CD Il Cielo Sopra Baghdad a cui Cabbal partecipa con il brano "Tranceumanza". Nel 2004 partecipa al disco del Beat Gym Team Sonumgems Vol. 1 Storyboard con il brano Storie del mondo, successivamente nel novembre 2005 pubblica il suo ultimo lavoro discografico The Dervish Made Me Do It che si contraddistingue per l'hip hop etnico dato da tabla indiane, flauti e kora senegalese, e per le collaborazioni di artisti quali Lou X, Pap Kane, Gerardo Destino, Omar e Mc Laye.
Nel 2008 nasce il collettivo Unità di Crisi dal collettivo Microplatform assieme a Lou X e Leleprox conclusosi lo stesso anno.
Sempre nel 2008 esce il nuovo disco insieme a DJ Disastro intitolato Invisible Iron. Partecipa successivamente alla compilation sulle radici dell'hip hop nel Bronx legate al libro Renegades of Funk di Giuseppe Pipitone e pubblicato dall'Agenzia X di Milano.
Con Microplatform e EK Records nel 2010 partecipa con 4 brani alla compilation benefit di rap internazionale intitolata RESISTO 2 che vede la partecipazione di rapper da tutto il mondo in solidarietà con l'antifascista ucciso a Milano Davide Cesare (Dax) e prodotta dal collettivo Microplatform che lo porterà ad esibirsi sui palchi di tutta Europa con Acero Moretti, Drowning Dog & Dj Malatesta, Leleprox, Premiere Ligne e altri artisti internazionali legati al circuito Rap Militante Internazionale e Rap Red&Black. Nel 2012 pubblica U.R.L.A. (ultra rap liberation army) che vede appunto la collaborazione di rappers antifascisti italiani ed europei come il parigino Skalpel ed il greco Literalx. Nel 2017 esce il suo  lavoro RESISTERE TRA I RESTI . Il 5 maggio del 2023 esce il nuovo disco ZINGARI e MARINAI in collaborazione con DJ West.. Il 21 maggio 2025 esce l'EP di cinque tracce " ORO E ACCIAIO " prodotto da GIO Lama per Zona Brada Records

## Discografia

### Da solista

#### Album in studio
- 2001 – Alla Corte De Lo Governatore (Virgin / Extralabels)
- 2005 – The Dervish Made Me Do It (con DJ Disastro) (Relief Records)
- 2008 – Invisible Iron  (con DJ Disastro) (Relief Records)
- 2012 – U.R.L.A. (Ultra Rap Liberation Army)
- 2017 – Resistere tra i resti (Aldebaran Records)
- 2023 – Zingari e marinai (feat Dj West)

#### EP
- 2004 – C.U.B.A. Cabbal alias Quabali + DJ Dsastro - Fuori dal Mazzo (Autoprodotto)

#### Singoli
- 1993 – C.U.B.A. Cabbal feat. DJ Disastro - Affari di droga/Cuore di rabbia

### Con Sistema Informativo Massificato

#### Album in studio
- 1994 - Sistema Informativo Massificato

### Collaborazioni e partecipazioni
- 1994 – Piombo a tempo - Cattivi maestri
- 1995 – Lou X - A volte ritorno
- 1998 – Lou X - La realtà, la lealtà e lo scontro
- 2000 – Xzaa Tx & Ohm JD - Cronaca nera di un demone custode
- 2001 - Alla corte de lo governatore (Virgin Music)
- 2003 – Il cielo sopra Baghdad (raccolta)
- 2004 – Beat Gym Team - Sonumgems Vol. 1 Storyboard
- 2006 – Kj Noone - Colpi combinati (da Brotha Fight)
- 2008 – La Kattiveria - La vendetta del mare
- 2009 – Boogie Down Bronx su Renegades of Funk (raccolta)
- 2010 – Resisto 2 - Resisto 2 - Rap militante dal basso (raccolta)
- 2012 – Première Ligne - Non standard